# Scotophilus viridis
Scotophilus viridis é uma espécie de morcego da família Vespertilionidae. Pode ser encontrada no Benin, Botsuana, Burkina Faso, Camarões, República Centro-Africana, Chade, Costa do Marfim, Etiópia, Gambia, Gana, Quénia, Madagáscar, Malawi, Mali, Moçambique, Namíbia, Niger, Nigéria, Senegal, África do Sul, Sudão, Tanzânia, Togo, Zâmbia e Zimbábue.
Os seus habitats naturais são:  savanas áridas e savanas húmidas.